# Joao Escobar
Joao Escobar (Cali, Colombia; 27 de febrero de 1993) es un futbolista Colombiano. Juega de delantero.

## Clubes
| Club            | País     | Año         |
| --------------- | -------- | ----------- |
| América de Cali | Colombia | 2010 - 2012 |
| Atlético        | Colombia | 2014 - 2015 |